# Aureilhan (Landes)
Aureilhan település Franciaországban, Landes megyében. Lakosainak száma 1117 fő (2022. január 1.). Aureilhan Mimizan, Sainte-Eulalie-en-Born és Saint-Paul-en-Born községekkel határos.

## Népesség
A település népességének változása:
| Lakosok száma | 452  | 504  | 562  | 831  | 1048 | 1049 | 1064 | 1068 | 1068 | 1117 |
|               | 1968 | 1982 | 1990 | 2006 | 2013 | 2015 | 2017 | 2019 | 2020 | 2022 |